# NK Drava Ptuj
A Drava Ptuj egy szlovén labdarúgócsapat Ptuj városából. Jelenleg a szlovén másodosztályban szerepel.
A várost keresztülszelő Dráva folyóról elnevezett csapat legjobb eredményét a 2006–07-es szezonban érte el, mikor a tabella 4. helyén zárt.

## Névváltozások
- 1933–1946: FD Ptuj
- 1946–1950: ŠD Drava Ptuj

1950 óta jelenlegi nevén szerepel.

## Története
Az 1933-ban alapított labdarúgócsapat a jugoszláv területi bajnokságok állandó résztvevője volt, a szlovén köztársasági bajnokságban 11 szezonban szerepelt.
A független szlovén labdarúgó-bajnokságot a negyedik vonalban kezdte meg, és 2002-ben jutott fel a legjobbak közé. A beilleszkedést nehézségeit felejtendő két 5., majd egy 4. hely következett, a csapat az Intertotó-kupa keretein belül a nemzetközi porondra is kilépett.

## Nemzetközi szereplése

### Összesítve
| Kupa           | J | GY | D | V | LG–RG |
| -------------- | - | -- | - | - | ----- |
| Intertotó-kupa | 2 | 0  | 0 | 2 | 0–2   |
| Összesítve     | 2 | 0  | 0 | 2 | 0–2   |

### Szezonális bontásban
| Idény | Kupa           | Forduló    | Klub          | 1. mérk. | 2. mérk. |
| ----- | -------------- | ---------- | ------------- | -------- | -------- |
| 2005  | Intertotó-kupa | 1. forduló | Slaven Belupo | 0–1      | 0–1      |

Megjegyzés: Az eredmények minden esetben a Drava Ptuj szemszögéből értendőek, a félkövéren jelölt mérkőzéseket pályaválasztóként játszotta.

## Külső hivatkozások
- Hivatalos honlap